# Gare de Garancières - La Queue
Gare de Garancières - La Queue vasútállomás Franciaországban, Garancières településen.

## Vasútvonalak
Az állomást az alábbi vasútvonalak érintik:
- Saint-Cyr-Surdon-vasútvonal

## Kapcsolódó állomások
A vasútállomáshoz az alábbi állomások vannak a legközelebb:
- Gare d’Orgerus - Béhoust (Gare de Dreux, Transilien N)
- Gare de Montfort-l'Amaury - Méré (Paris Gare Montparnasse, Transilien N)